# Kojda (fiume)
La Kojda (in russo Койда?) è un fiume della Russia europea settentrionale (oblast' di Arcangelo), tributario del mar Bianco.
Nasce e scorre nella regione dell'altopiano del Mar Bianco e del Kuloj. Fluisce dapprima con direzione mediamente settentrionale, successivamente orientale; compie poi un'altra ampia svolta verso nord, mantenendo poi questa direzione fino alla foce nel mar Bianco, in un'ampia insenatura chiamata baia del Mezen' (dal nome del principale fiume che vi sfocia). Il maggiore affluente della Kojda è la Otoma, proveniente dalla destra idrografica.
Il fiume non incontra alcun insediamento urbano di qualche rilievo in tutto il suo corso, ad eccezione dell'abitato di Kojda presso la foce. Le acque del fiume sono gelate in superficie per lunghi periodi ogni anno, dall'autunno alla tarda primavera.